# قلعه هوگند
قلعه هوگند، اثری تاریخی است مربوط به دوره قاجار که در روستای هوگند از توابع شهرستان بشرویه واقع شده‌است. این اثر در تاریخ ۶ اسفند ۱۳۸۵ با شمارهٔ ثبت ۱۷۴۳۶ به‌عنوان یکی از آثار ملی ایران به ثبت رسیده است.